# Trynidad i Tobago na letnich igrzyskach olimpijskich
Reprezentacja Trynidadu i Tobago wystartowała po raz pierwszy na letnich IO w 1948 roku na igrzyskach w Londynie i od tamtej pory wystartowała na wszystkich letnich igrzyskach, oprócz igrzysk w Rzymie w 1960, kiedy Trynidadczycy startowali jako reprezentanci Federacji Indii Zachodnich. Najwięcej medali (3) Trynidad i Tobago zdobyły na igrzyskach w Tokio w 1964 roku.

## Klasyfikacja medalowa
| Olimpiada           | Złoto | Srebro | Brąz | Razem |
| ------------------- | ----- | ------ | ---- | ----- |
| 1948 Londyn         | 0     | 1      | 0    | 1     |
| 1952 Helsinki       | 0     | 0      | 2    | 2     |
| 1956 Melbourne      | 0     | 0      | 0    | 0     |
| 1964 Tokio          | 0     | 1      | 2    | 3     |
| 1968 Meksyk         | 0     | 0      | 0    | 0     |
| 1972 Monachium      | 0     | 0      | 0    | 0     |
| 1976 Montreal       | 1     | 0      | 0    | 1     |
| 1980 Moskwa         | 0     | 0      | 0    | 0     |
| 1984 Los Angeles    | 0     | 0      | 0    | 0     |
| 1988 Seul           | 0     | 0      | 0    | 0     |
| 1992 Barcelona      | 0     | 0      | 0    | 0     |
| 1996 Atlanta        | 0     | 0      | 2    | 2     |
| 2000 Sydney         | 0     | 1      | 1    | 2     |
| 2004 Ateny          | 0     | 0      | 1    | 1     |
| 2008 Pekin          | 1     | 1      | 0    | 2     |
| Londyn 2012         | 1     | 0      | 3    | 4     |
| Rio de Janeiro 2016 | 0     | 0      | 1    | 1     |
| Tokio 2020          | 0     | 0      | 0    | 0     |
| Razem               | 3     | 5      | 11   | 19    |

### Według dyscyplin
| Dyscyplina        | Złoto | Srebro | Brąz | Razem |
| ----------------- | ----- | ------ | ---- | ----- |
| Lekkoatletyka     | 3     | 4      | 8    | 15    |
| Podnoszenie cięż. | -     | 1      | 2    | 3     |
| pływanie          | -     | -      | 1    | 1     |
| Razem             | 3     | 5      | 11   | 19    |